# Карлос Діого
Карлос Андрес Діого Енсеньят (ісп. Carlos Andrés Diogo Enseñat, нар. 18 липня 1983, Монтевідео) — уругвайський футболіст, що грав на позиції захисника.
Виступав, зокрема, за клуб «Реал Сарагоса», а також національну збірну Уругваю.

## Клубна кар'єра
Народився 18 липня 1983 року в місті Монтевідео в родині футболіста «Пеньяроля» і збірної Уругваю Віктора Діого.
Вихованець футбольної школи клубу «Рівер Плейт» (Монтевідео). Дорослу футбольну кар'єру розпочав 2001 року в основній команді того ж клубу, в якій провів три сезони, взявши участь у 74 матчах чемпіонату. 
Згодом з 2004 по 2005 рік грав у складі команд клубів «Пеньяроль» та «Рівер Плейт». 2005 року за 5 мільйонів євро перейшов до мадридського «Реала». У королівському клубі не зміг вибороти собі місце в основному складі і за рік, у 2006, був відданий в оренду до клубу «Реал Сарагоса». Влітку 2007 року «Сарагоса» викупила його контракт за 4,5 мільйони євро. Загалом провів у команді із Сарагоси п'ять сезонів своєї ігрової кар'єри. Розглядався як основний оборонець команди, проте змушений був пропустити повністю сезон 2008/09 та першу половину сезону 2009/10 через важку травму коліна.
Контракт уругвайця із «Сарагосою» завершився влітку 2011 року, оскільки сторони не змогли домовитися про умови його подовження. Після піврічної перерви на початку 2012 року Діого знайшов варіант продовження кар'єри в Болгарії, де став гравцем ЦСКА (Софія), проте вже за два тижні, не провівши жодної офіційної гри за «армійців» залишив цю команду. Повернувся ж до футбольних виступів лише у вересні 2012 року, ставши гравцем «Уески», де, утім, відіграв лише до кінця сезону. А наступний сезон 2013/14 провів у Бельгії, граючи за «Гент», в якому не був ркгулярним гравцем «основи».
Завершив же професійну ігрову кар'єру у добре йому знайомому клубі «Реал Сарагоса», за який з серпня 2014 по січень 2015 року провів 9 матчів чемпіонату, після чого оголосив про припинення виступів на професійному рівні.

## Виступи за збірну
2003 року дебютував в офіційних матчах у складі національної збірної Уругваю. Протягом кар'єри у національній команді, яка тривала 5 років, провів у формі головної команди країни 22 матчі.
У складі збірної був учасником розіграшу Кубка Америки 2004 року у Перу, на якому команда здобула бронзові нагороди, а також розіграшу Кубка Америки 2007 року у Венесуелі.

## Титули і досягнення
- Бронзовий призер Кубка Америки: 2004